# Овчинники (Рязанская область)
Овчинники (Злобина) — деревня в России, расположена в Касимовском районе Рязанской области. Является административным центром Овчинниковского сельского поселения.

## Географическое положение
Деревня Овчинники расположена примерно в 6 км к юго-западу от центра города Касимова. Ближайшие населённые пункты — деревня Бочкари к северу, деревня Ашуково к югу и посёлок станции Касимов к западу.

## История
Деревня Злобина, Апчинники тож, указана на картах XVIII века.
Усадьба в середине XIX века принадлежала дворянину Н.В. Перхурову (г/р 1827), а во второй половине столетия помещику Волжинскому.
В 1905 году сельцо Овчинники относилось к Телебукинской волости Касимовского уезда и имело 25 дворов при численности населения 150 чел.

## Население
| 1859 | 1906 | 2010 |
| ---- | ---- | ---- |
| 72   | ↗150 | ↘62  |

## Транспорт и связь
Деревня расположена на автомобильной трассе Р124 Касимов — Шацк и имеет регулярное автобусное сообщение с районным центром.
Деревню Овчинники обслуживает сельское отделение почтовой связи Станция Касимов (индекс 391315).